# Orosābād
Orosābād (persiska: ارس آباد, اُرُّس اَبَد, اُورُس آباد, اُروس آباد) är en ort i Iran.   Den ligger i provinsen Qazvin, i den nordvästra delen av landet, 150 km nordväst om huvudstaden Teheran. Orosābād ligger 1 435 meter över havet och antalet invånare är 723.
Terrängen runt Orosābād är kuperad norrut, men söderut är den platt. Terrängen runt Orosābād sluttar söderut.Runt Orosābād är det ganska tätbefolkat, med 108 invånare per kvadratkilometer. Närmaste större samhälle är Qazvin, 10,5 km söder om Orosābād. Trakten runt Orosābād består i huvudsak av gräsmarker.